# خليفة بن خزرون
خليفة بن خزرون، سابع أمراء طرابلس من بنو خزرون، كرهه الناس و أفتك الترك طرابلس منه.

## السيرة
قضى خليفة طفولته و شبابه في مصر في بلاط الخليفة الحاكم بأمر الله، ورث حكم طرابلس من أخيه المنتصر الذي قُتل في بسكرة سنة 460هـ / 1067، لكنه كان حاكما سيئا فقد استبد بالناس فكرهوه و اصبحوا يتمنون زوال حكمه و صاروا يتربصون به، و عند قدوم شاه ملك سنة 488هـ / 1095، اتفق مع أهل طرابلس أن يفتحوا له الباب فيدخل و يخلصهم، و تم ذلك، ففر خليفة.
و الحقيقة أن المؤرخين اختلفوا في من تسلم طرابلس بعد المنتصر، أكد ابن خلدون أنه حكمها فرد من بنو خزرون لكنه لا يعرف اسمه، بينما يقول ابن عذاري و ابن الأثير أن مقلّد بن تميم بن المعز تولى طرابلس من قبل أبيه سنة 470هـ \ 1077-1078، و يذكر التجاني أنها كانت محكومة قاضي طرابلس أبو محمد محمد بن عبد الله بن إبراهيم بن هانش الطرابلسي منذ فرار قاضيها محمد بن فاضل البكري الإفريقي سنة 444هـ \ 1052.